# 聚旗效应

美国总统小布什在911袭击事件、入侵伊拉克和逮捕萨达姆后支持率都出现了飙升。

聚旗效应又称聚众效应（rally effect），是政治学和国际关系上的一个概念，指在国家面临战争或是外交危机的时候，国家领导人或执政者能在一定期限内获得很高的支持度，同时国内舆论会减少对政府施政的批判。此外，它还可以起到转移国内注意力的作用。

## 例子
2022年俄羅斯入侵烏克蘭後，交戰兩國的領導人支持率都上升，俄羅斯總統普京的支持率增至71.6%，比之前高10%，烏克蘭總統泽连斯基的支持率更從30%飆升至90%。
美國總統當勞·特朗普於2025年2月發動美加墨貿易戰威脅課徵加拿大25%的關稅後，縱使早前自由黨政府的民望受黨內紛爭拖累，在聚旗效應的加持下其支持率仍有所回升。
在解释2020年中国政府对外活动，如2020年中印边境冲突时，美国智库兰德公司国际防务问题高级研究员何天睦（Timothy Heath）认为中国政府需要将国内民众的注意力从经济困境和新冠疫情的问题上暂时转移出去。其产生都主要因素包括“不安感”和“脆弱性”
。